# Wilfried Straub
Wilfried Straub (* 26. März 1939 in Egelsbach-Bayerseich; † 2. Mai 2016 in Neu-Isenburg) war ein deutscher Fußballfunktionär. Er war Vizepräsident des Deutschen Fußball-Bundes, bei dem er sich bereits seit 1972 engagierte. Außerdem war Straub bis Mai 2005 Geschäftsführender Vorsitzender des Ligaverbandes (DFL).

## Karriere
Wilfried Straub begann seine Karriere 1968 als Abteilungsleiter beim Deutschen Fußball-Bund (DFB). Ein Jahr später wurde er DFB-Ligasekretär und behielt diese Position über 21 Jahre lang bis 1991. Die nächsten zehn Jahre war er Leiter der damaligen DFB-Direktion Liga-Marketing-Wirtschaft/Finanzen.
2001 wurde Straub Vizepräsident des DFB. Er koordinierte die Zusammenarbeit zwischen der DFB-Zentralverwaltung und der DFL. Des Weiteren war er zuständig für den DFB-Vereinspokal und vertrat den DFB international in Abstimmung mit dem Präsidenten und dem Ligapräsidenten. Zusammen mit Wolfgang Holzhäuser führte er das Lizenzierungssystem der Bundesliga ein. Zu seinen Aufgabenbereichen gehörten zudem die Leistungszentren der Fußball-Bundesliga sowie der 2. Fußball-Bundesliga, die Umsetzung des Grundlagenvertrages und internationale Clubwettbewerbe.
Straub war im Aufsichtsrat des WM-Organisationskomitees (OK) der Fußball-Weltmeisterschaft 2006. Er war für die Koordinierung zwischen OK und Ligaverband zuständig.
Wilfried Straub erhielt während der Preisverleihung des „ISPO Sportsponsoring-Kongresses“ 2005 eine Auszeichnung für sein Lebenswerk. Mit Ende der Fußball-Bundesliga-Saison 2004/05 zog sich Straub aus dem operativen Geschäft zurück und stand der Deutschen Fußball Liga danach als Berater zur Verfügung. Wilfried Straub war Mitglied des Kuratoriums der Bundesliga-Stiftung und Ehrenmitglied des Deutschen Fußball-Bundes.
In seinem letzten Amtsjahr als Geschäftsführer der DFL beteiligte sich Straub an den Verhandlungen mit der ProSiebenSat.1 Media AG um die Vergabe der Fernsehrechte. Er signalisierte ein klares Nein zu einer Club-WM und befürwortete eine weitere Amtszeit für Werner Hackmann als Liga-Chef.